# Capitaine d'état-major
Le capitaine d'état-major (Stabskapitän, en allemand, appelé également Stabsrittmeister dans la cavalerie) est un grade militaire historique utilisé dans les armées prussienne, russe et suédoise. Une autre désignation du capitaine d'état-major est Kapitänleutnant (capitaine-lieutenant). 
Il se situe entre Premierleutnant/Oberleutnant (premier-lieutenant) et Rittmeister/Hauptmann (capitaine).
Le capitaine d'état-major remplace, souvent et pendant de longues périodes, le capitaine et commandant de compagnie en son absence. Et si le capitaine (généralement noble et donc doté d'un privilège) ne montrait aucun intérêt à diriger la compagnie, celui-ci gardait cependant son rang, son statut et son uniforme.
Dans les armées allemandes du XVIIIe siècle, le colonel et les autres officiers d'état-major d'un régiment sont généralement chacun propriétaire d'une compagnie au sein du régiment et, en plus de leur salaire de service de base, perçoivent les revenus importants du poste de propriétaire à l'époque, tandis que ceux les officiers qui dirigent réellement la compagnie portent le titre de capitaine d'état-major et ont un revenu relativement très faible. Les mêmes conditions existent avec l'armée suédoise à la même époque. Les grades sont stabskapten et stabsryttmästare,.
Dans l'armée bavaroise, le capitaine de 2e classe, l'équivalent du capitaine d'état-major (ou capitaine en second), correspond à ce grade.

## Armée impériale russe

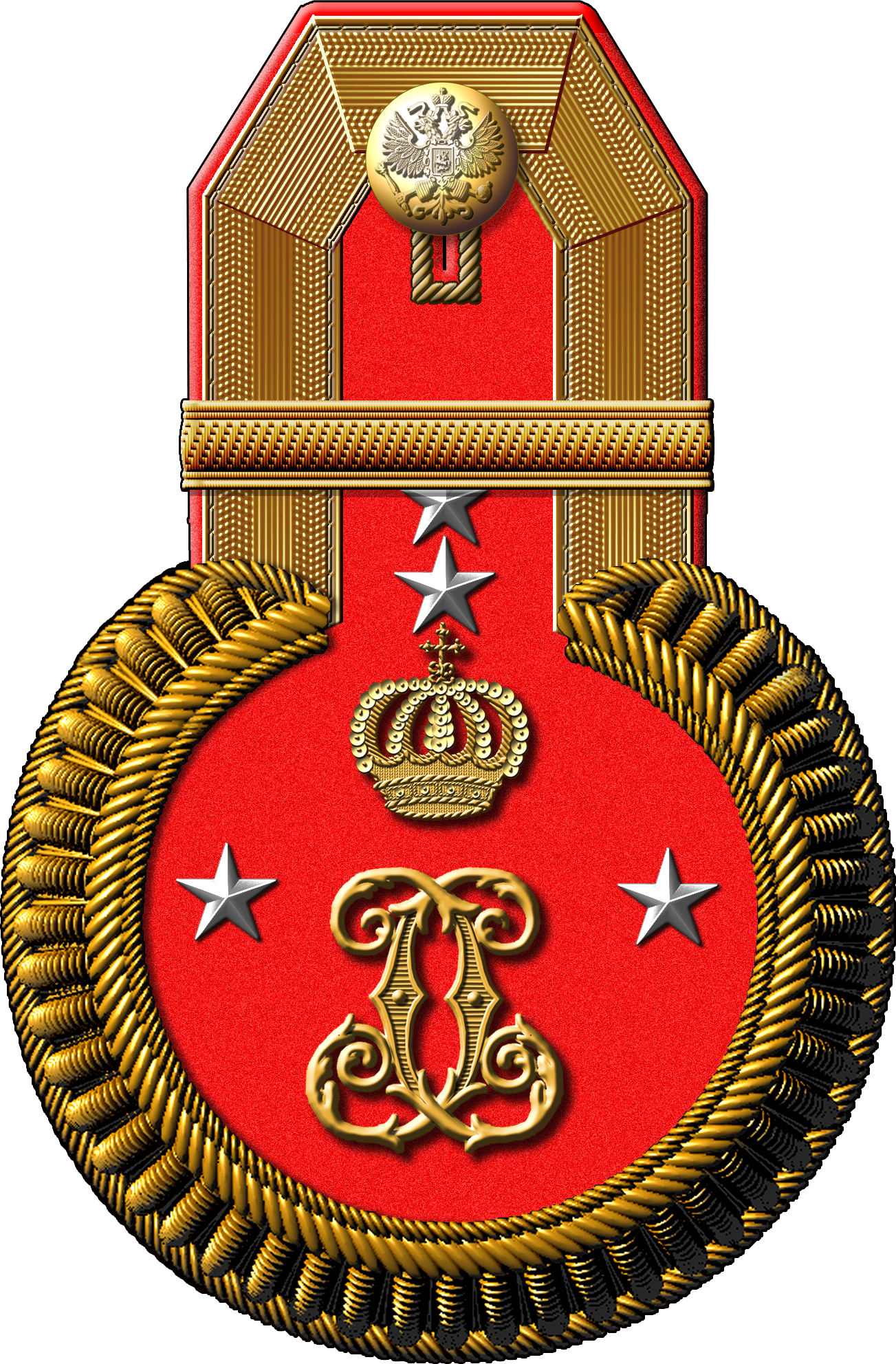
Épaulette de capitaine d'état-major du 18e régiment d'infanterie de Vologda de S.M. le roi de Roumanie, de la 5e division d'infanterie de Russie (1904-1917).

Dans l'Armée impériale russe, le capitaine d'état-major ou capitaine en second (stabs-kapitan / russe : штабс-капитан) est un rang entre le capitaine (rotmistr / ротмистр en russe) et le lieutenant (voir également : la Table des rangs). Les rangs équivalents sont :
- Cavalerie : capitaine d'état-major (stabs-rotmistr / штабс-капитан en russe)
- Armée cosaque : député (unterjesaul / подъесаул en russe)

| RANG JUNIOR : Starshy-leytenant (Premier-lieutenant) | TERRE : Stabs-kapitan CAVALERIE : Stabs-rotmistr (Capitaine d'état-major) |                                    |
| RANG JUNIOR : Starshy-leytenant (Premier-lieutenant) | TERRE : Stabs-kapitan CAVALERIE : Stabs-rotmistr (Capitaine d'état-major) | RANG SENIOR : Rotmistr (Capitaine) |

## Protection des frontières maritimes allemandes
Dans la protection des frontières maritimes de la République fédérale d'Allemagne d'alors, qui existe de 1951 à 1956, il y a le grade de «capitaine d'état-major dans le BGS », qui correspond au capitaine de corvette.